# Kodamaea ohmeri
Kodamaea ohmeri är en svampart som först beskrevs av Etchells & T.A. Bell, och fick sitt nu gällande namn av Y. Yamada, Tom. Suzuki, M. Matsuda & Mikata 1995. Kodamaea ohmeri ingår i släktet Kodamaea, ordningen Saccharomycetales, klassen Saccharomycetes, divisionen sporsäcksvampar och riket svampar.   Inga underarter finns listade i Catalogue of Life.